# La edad de la razón

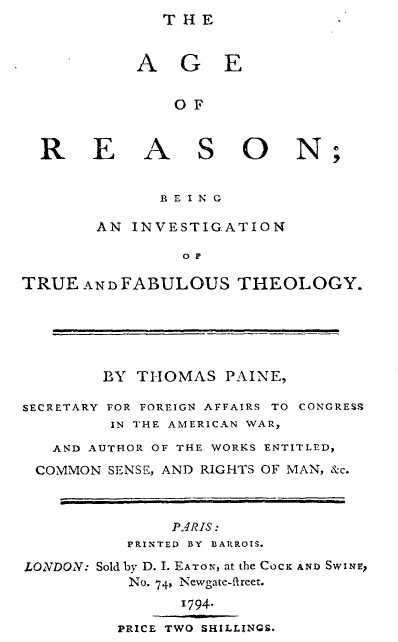
Portada de una de las primeras tiradas del libro de Thomas Paine.

La edad de la razón: una investigación sobre la verdadera y fabulosa teología (The Age of Reason: Being an Investigation of True and Fabulous Theology) es un tratado deísta, escrito por el radical inglés y revolucionario estadounidense del siglo XVIII Thomas Paine, que critica a la religión institucionalizada y niega la infalibilidad bíblica. Publicado en tres partes en 1794, 1795 y 1807, gozó de gran éxito en los Estados Unidos, donde causó un resurgimiento deísta de corta duración; sin embargo, el público británico lo recibió con hostilidad por temor al crecimiento del radicalismo político debido a la Revolución francesa. La edad de la razón contiene argumentos deístas comunes; por ejemplo, pone de relieve la corrupción de la Iglesia cristiana y critica su empeño en adquirir poder político. Paine aboga por la razón en lugar de la revelación, lo que le conduce a rechazar los milagros y a ver la Biblia como una simple obra literaria y no como un texto inspirado por la divinidad. No obstante La edad de la razón no es un texto ateo, pues promueve la religión natural y aboga por un Dios creador.
La mayoría de los argumentos de Paine eran conocidos desde hacía mucho tiempo por las élites educadas, pero su presentación en un llamativo e irreverente estilo hacía  atractivo y accesible el deísmo para la masa del público. El libro, además, era de bajo coste, por lo que era accesible a un gran número de compradores. Temiendo la propagación de lo que se veía como ideas potencialmente revolucionarias, el gobierno británico comenzó a perseguir a los impresores y libreros que intentaban publicarlo y distribuirlo. La edad de la razón solo produjo un breve resurgimiento del deísmo en América; sin embargo, las ideas de Paine inspiraron y guiaron a muchos librepensadores británicos del siglo XIX y su estilo retórico ha pervivido incluso hasta comienzos del siglo XXI en los textos de escritores modernos como Christopher Hitchens o en las películas de Michael Moore.

## Contexto histórico

### Contexto intelectual: el deísmo británico delsigloXVIII
El libro de Thomas Paine seguía la tradición del deísmo británico de inicios del siglo XVIII. Estos deístas, aunque mantenían posiciones individuales distintas, compartían un conjunto de hipótesis y argumentos que Paine articuló en La edad de la razón. La posición más importante que vinculaba a los defensores del deísmo descritos anteriormente era su llamada a la «investigación racional libre» en todos los temas y, especialmente, en los religiosos. Sosteniendo que el cristianismo primitivo se había fundado sobre la libertad de conciencia, reivindicaban la tolerancia religiosa y el fin de la persecución por motivos de religión, exigiendo de igual modo que el debate se apoyara en la razón y en la racionalidad. Abrazaban una visión newtoniana del mundo, es decir, creían que todas las cosas del universo, hasta el mismo Dios, debían obedecer las leyes de la naturaleza. Los seguidores de esta postura religiosa argumentaban que, sin un concepto de ley natural, las explicaciones acerca de los procesos de la naturaleza descenderían al nivel de la irracionalidad. Esta creencia en la ley natural les condujo a su escepticismo hacia los milagros; puesto que los milagros necesitan ser observados para ser validados, los deístas rechazaban la parte de la Biblia donde se cuentan los milagros y sostenían que tales evidencias no eran suficientes ni necesarias para demostrar la existencia de Dios. En la misma línea, los escritos de estos autores insistían en que Dios era solamente la causa prima o el primer motor y no una deidad que interfiriese en la vida cotidiana de los individuos. De este modo, rechazaban la afirmación de que solo había una «verdad» religiosa revelada o una única fe verdadera; la religión solo podía ser «sencilla, evidente, ordinaria y universal» si es que tenía que ser el producto lógico de un Dios benévolo. Hacían, pues, una distinción entre las «religiones reveladas» (que rechazaban), como el cristianismo, y la «religión natural», un conjunto de creencias universales derivadas del mundo natural que demostraban la existencia de Dios (que ellos aceptaban; razón por la cual no eran ateos).
Mientras algunos deístas aceptaban la revelación, la mayoría sostenía que la restricción de la revelación a pequeños grupos, o incluso a una sola persona, limitaba su poder explicativo. Además, muchos consideraban que las revelaciones cristianas, en particular, eran contradictorias e irreconciliables. Según estos escritores, la revelación podía reforzar las pruebas de la existencia de Dios, ya evidente en el mundo natural, pero con más frecuencia fomentaba la superstición entre las masas. La mayoría de ellos sostenía que los sacerdotes habían corrompido deliberadamente el cristianismo en su propio beneficio, mediante la promoción y la aceptación de los milagros, rituales innecesarios y doctrinas ilógicas y peligrosas (esas acusaciones por lo general se referían al priestcraft, algo así como «clero», un término peyorativo usado por los deístas para denunciar «intrigas sacerdotales»). La peor de estas doctrinas era la del pecado original con la que, según ellos, los líderes religiosos habían esclavizado a la población humana al convencer a las personas de que precisaban la ayuda del sacerdote para superar su naturaleza pecaminosa. Los deístas, por tanto, se consideraban a sí mismos como intelectuales libertadores.

### Contexto político: la revolución francesa

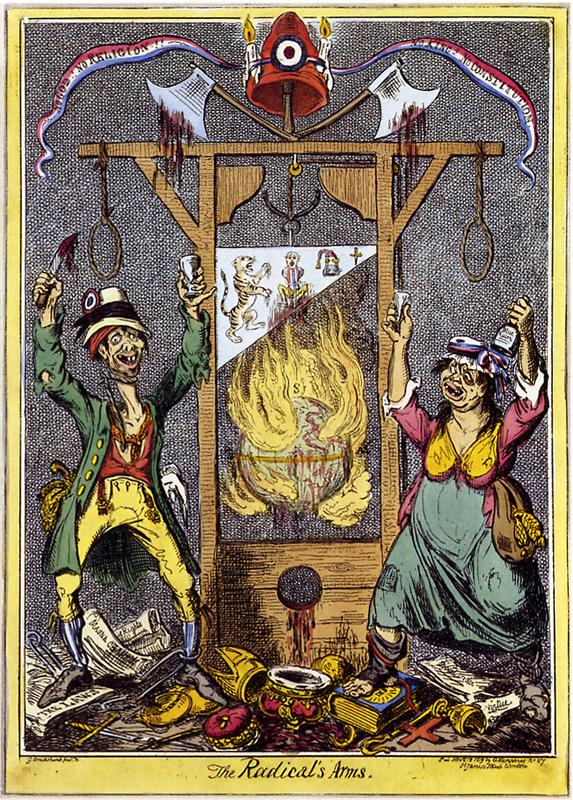
George Cruikshank, Las armas de los radicales (1819) analizando los excesos de la Revolución francesa.

Cuando en 1794 se publicó la primera parte de La edad de la razón, muchos ciudadanos británicos y franceses se habían desilusionado de la Revolución francesa. El reinado del terror había comenzado, Luis XVI y María Antonieta habían sido juzgados y ejecutados y Gran Bretaña estaba en guerra con Francia. Los pocos británicos radicales que todavía apoyaban la Revolución francesa y sus ideales eran vistos con profunda sospecha por sus compatriotas. La edad de la razón pertenece a esta etapa posterior y más radical de la reforma política británica, que abrazaba abiertamente el republicanismo y el ateísmo y que ejemplifican textos como el de La justicia política de William Godwin (1793). A mediados de la década las voces moderadas habían desaparecido: En 1791 había muerto Richard Price, el clérigo disidente cuyo sermón sobre la libertad política había inspirado las Reflexiones sobre la Revolución francesa (1790) de Edmund Burke, y Joseph Priestley se vio obligado a huir a América después de que la multitud quemase su casa y su iglesia.
El gobierno conservador, liderado por William Pitt, respondió a esa creciente radicalización procesando a varios reformistas por libelo sedicioso y traición a la patria, en los famosos juicios por traición de 1794. Después de los juicios y del ataque a Jorge III, los conservadores lograron aprobar la Ley de Reuniones Sediciosas y a la Ley de Prácticas Desleales (también conocidas como las «dos actas»). Estas actas prohibían el derecho de reunión para los grupos radicales, como La Sociedad de Correspondientes de Londres (LCS) y alentaron las denuncias contra los radicales por declaraciones «calumniosas y sediciosas». Por miedo a las persecuciones, y desencantados con la Revolución Francesa, muchos reformistas dejaron la causa. La LCS, que anteriormente había unificado a disidentes religiosos y políticos reformistas, se fracturó cuando Francis Place y otros dirigentes ayudaron a Paine a publicar La edad de la razón; los miembros más religiosos de la sociedad se retiraron en señal de protesta y la LCS perdió alrededor de una quinta parte de sus miembros.

## Historia de la publicación
En diciembre de 1792, la segunda parte de Los derechos del hombre de Paine fue declarada sediciosa en Gran Bretaña y se vio forzado a huir a Francia con el fin de evitar su detención. Consternado por el giro de la revolución francesa hacia el laicismo y el ateísmo, compuso la primera parte de La edad de la razón entre 1792 y 1793:

Ha sido mi intención, desde hace varios años, publicar mis pensamientos sobre la religión... Los acontecimientos que tienen lugar en Francia, como la abolición total de todas las órdenes nacionales de sacerdocio y de todo lo perteneciente a sistemas coercitivos de religión y a artículos de fe coercitivos, no sólo ha precipitado mi decisión, sino que también hace sumamente necesaria una obra de este tipo, a fin de que el naufragio general de la superstición, los falsos sistemas de gobierno y la falsa teología no nos haga perder de vista el sentido moral, los sentimientos humanitarios y la verdadera teología.

Aunque Paine escribió el libro para los franceses, se lo dedicó a sus «amigos ciudadanos de los Estados Unidos de América», aludiendo a su vínculo con los revolucionarios estadounidense.
No se sabe con certeza cuándo escribió Paine la primera parte. Según los estudiosos Edward Davidson y William Scheick, Thomas Paine probablemente redactó el primer borrador a finales de 1793, pero según su biógrafo David Hawke, habría sido a principios de 1793. Tampoco está claro si la edición francesa de la primera parte se publicó en 1793. François Lanthenas, que tradujo La edad de la razón al francés en 1794, escribió que fue publicada por primera vez en Francia en 1793, pero no se ha podido identificar categóricamente ningún libro que se ajuste a esta descripción. Joel Barlow publicó la primera edición en inglés de la primera parte en 1794, en Londres, vendiéndola a solo tres peniques.
Entre tanto los jacobinos, una poderosa facción revolucionaria de Francia, consideraron que Paine era demasiado moderado y lo encarcelaron. Estuvo preso durante diez meses y fue condenado a la guillotina. Logró escapar de la muerte por casualidad, ya que el signo de su ejecución no estaba bien colocado en la puerta de su celda. Cuando James Monroe garantizó su puesta en libertad en 1794, comenzó inmediatamente a trabajar en la segunda parte de La edad de la razón, a pesar de su frágil salud. La segunda parte fue publicada por primera vez en Londres por H. D. Symonds, en una edición clandestina, en octubre de 1795. Al año siguiente, Daniel Isaac Eaton publicó la primera y segunda parte y las vendió al precio de un chelín y seis peniques. Eaton posteriormente se vio obligado a huir a los Estados Unidos tras haber sido declarado culpable de difamación sediciosa por la publicación de otras obras radicales. El propio Paine financió el envío de 15 000 ejemplares de su obra a los Estados Unidos. Más tarde, Francis Place y Thomas Williams colaboraron en una edición que vendió cerca de 2000 copias. Williams también publicó su propia edición, pero el gobierno británico lo incriminó y confiscó los panfletos.
A finales de la década de 1790, Thomas Paine viajó de Francia a los Estados Unidos, donde escribió la tercera parte de la obra: Un examen de los pasajes del Nuevo Testamento, citando las profecías relativas a Jesucristo del Antiguo Testamento. Temiendo represalias desagradables e incluso violentas, Thomas Jefferson convenció a Paine de no publicar la tercera parte en 1802. Cinco años después, Paine decidió hacerlo a pesar de saber la reacción que causaría.
Tras la condena de un año de trabajos forzados a Thomas Williams por haber publicado La edad de la razón en 1797, ninguna edición se vendió abiertamente en Gran Bretaña hasta 1818, cuando Richard Carlile la incluyó en una edición de la obra completa de Paine. El precio era de un chelín y seis peniques, y la primera impresión de 1.000 ejemplares se vendió en un mes. Inmediatamente, publicó una segunda edición de 3.000 ejemplares. Al igual que Williams, Carlile fue perseguido por libelo sedicioso y blasfemo. En Gran Bretaña, las persecuciones en torno a La edad de la razón duraron treinta años desde la primera edición, afectando a numerosos editores y más de un centenar de libreros.

## Estructura y argumentos principales
La edad de la razón se divide en tres partes. En la primera parte, Paine esboza un resumen de sus principales argumentos y su personal profesión de fe. En las partes II y III analiza secciones específicas de la Biblia para demostrar que ésta no es la palabra revelada de Dios.

### Credo

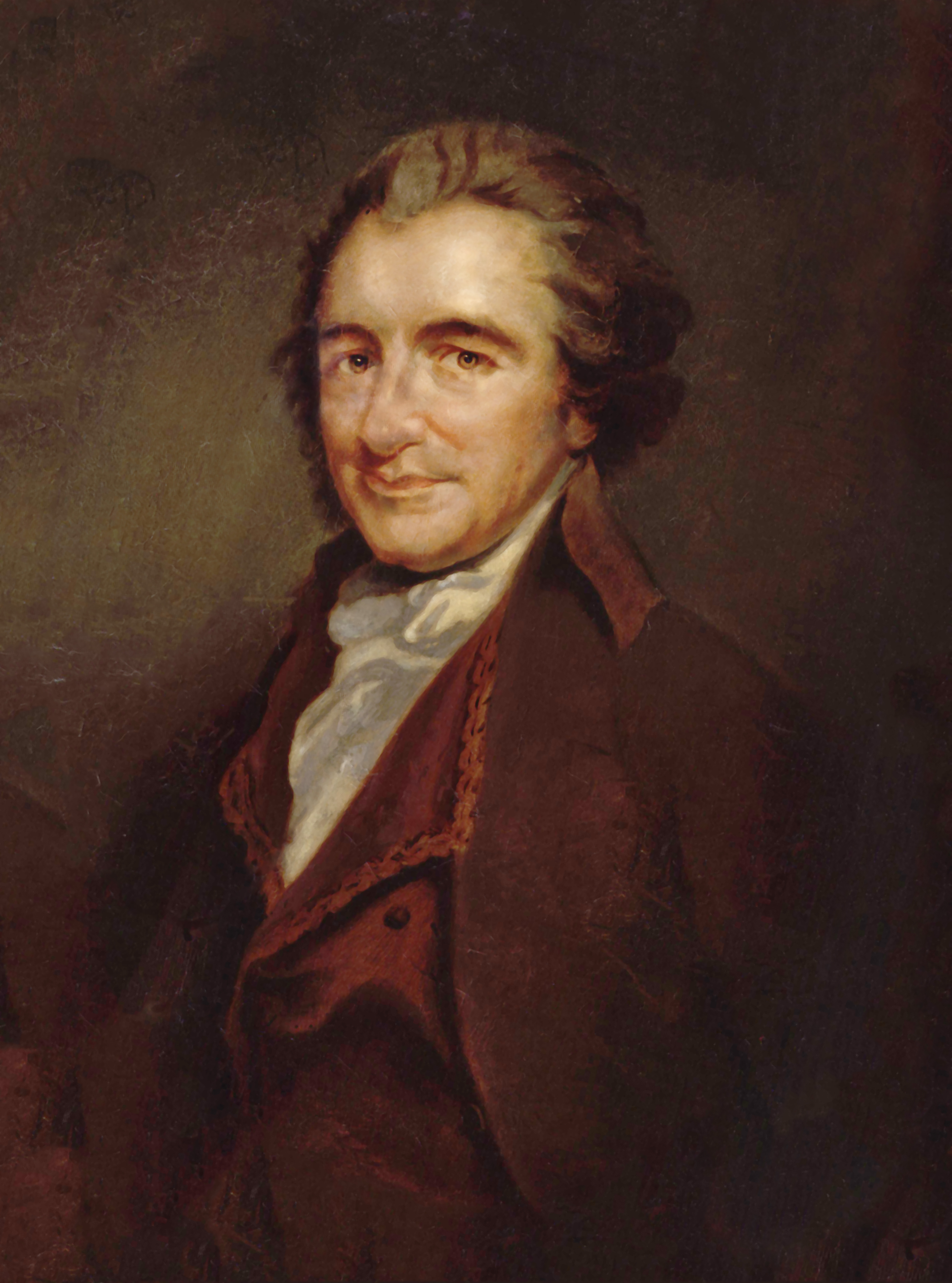
Pintura de Thomas Paine, por Auguste Millière (1880).

Al comienzo de la primera parte de La edad de la razón, Paine expone su personal profesión de fe, a imitación del credo cristiano:

Creo en un solo Dios, uno solo, y espero la felicidad más allá de esta vida. Creo en la igualdad entre hombres y creo que los deberes religiosos consisten en hacer la justicia, amar la caridad, y esforzarse en hacer feliz al prójimo. Sin embargo, a fin de que no se pueda pensar que creo en otras muchas cosas aparte de éstas, yo, en el curso de esta obra, también expongo las cosas en las que no creo, y mis razones para no creerlas.

Yo no creo en la fe profesada por la iglesia judía, la iglesia romana, la iglesia griega, la iglesia turca, la iglesia protestante, ni ninguna otra iglesia de la que tenga conocimiento. Mi propia mente es mi propia iglesia.

Todas las iglesias de las instituciones nacionales, judía, cristiana o turca, no me parecen más que inventos humanos establecidos para aterrorizar y esclavizar la humanidad, y monopolizar el poder y para su beneficio. No tengo la intención de decir que condeno a los que creen lo contrario, pues tienen el mismo derecho a sus creencias como yo a las mías. Sin embargo, es necesario para la felicidad del hombre el ser mentalmente fiel a sí mismo. La infidelidad no se basa en las creencias, o la falta de ellas, consiste en profesar una fe que no se tiene.

La exposición de Paine resume muchos de los temas principales del resto del texto: una firme creencia en un Dios creador, su escepticismo con respecto a la mayoría de las pretensiones sobrenaturales (aquí la vida futura; más adelante en el texto, los milagros); la convicción de que las virtudes deben derivar de la consideración por los demás en lugar de en uno mismo; la animosidad contra las instituciones religiosas corruptas y un énfasis en el derecho de conciencia del individuo.

### La razón y la revelación
Paine inicia La edad de la razón enfrentándose a la revelación. La revelación, afirma, solo puede ser verificada por cada uno de los destinatarios del mensaje y, por tanto, es una débil evidencia de la existencia de Dios. Paine rechaza profecías y milagros, escribiendo que «es una revelación para la primera persona y rumores para todos los demás y, por tanto, no están obligados a creerla». Asimismo, indica que las revelaciones cristianas parecen haber cambiado a lo largo del tiempo para adaptarse a las cambiantes circunstancias políticas. Al instar a sus lectores a usar la razón en lugar de depender de la revelación, Paine sostiene que la única prueba fiable, invariable y universal de la existencia de Dios es el mundo natural. «La Biblia de los deístas», dice, no debe ser una invención humana como la Biblia, sino más bien una invención divina: «la Creación». Paine lleva este argumento más lejos aun, manteniendo que deben aplicarse a la Biblia las mismas reglas de la lógica y las normas de las pruebas que rigen el análisis de textos laicos. En la Parte II de La edad de la razón, hará exactamente eso, mostrando muchas contradicciones de la Biblia.

#### El análisis de la Biblia
Paine pone en tela de juicio el carácter santo de la Biblia, analizándola como cualquier otro libro. Por ejemplo, en su análisis del Libro de los Proverbios, sostiene que estas palabras son «en sutileza, [...] inferiores a los proverbios españoles, y no mucho más prudentes y concisos que los del estadounidense Franklin». Describe la Biblia como una «fabulosa mitología». Paine se pregunta si fue realmente revelada a sus escritores y pone en duda que los escritores originales puedan ser conocidos; así, rechaza la idea de que Moisés escribiera el Pentateuco. Utilizando métodos que no eran habituales en los estudios bíblicos del siglo XIX, Paine analiza la coherencia interna de la Biblia y pone en duda su exactitud histórica, y concluye que no fue inspirada por Dios. Sostiene que el Antiguo Testamento y el Nuevo Testamento deben ser falsos, porque presentan un Dios tiránico. «La historia del mal» que narra la Biblia convence a Paine de que es simplemente una nueva colección de mitos escritos por seres humanos y no la palabra de Dios revelada. Los argumentos de Paine contra la Biblia a menudo restan fuerza a sus propias obras anteriores, las cuales dependen, en gran medida, de citar las Escrituras. Como escribe David Wilson, especialista en la obra de Paine: «Paine sacrifica a menudo la coherencia lógica en favor de la controversia inmediata».

### La religión y el Estado
Paine también se ocupa de las instituciones religiosas y culpa a los sacerdotes por su ansia de poder y riqueza y a la Iglesia por su oposición a la investigación científica. Según él, la historia del cristianismo se caracteriza por la corrupción y la opresión. Paine critica las tiránicas acciones de la Iglesia, como había criticado a los gobiernos en Los derechos del hombre y El sentido común, argumentando que «la teoría cristiana es poco más que la idolatría de los antiguos adoradores de mitos, acomodada al poder y sus beneficios». Este tipo de ataques distingue el libro de Paine de otros libros deístas, que tienen menos interés en impugnar a la política social y a las jerarquías. Sostiene asimismo que la Iglesia y el Estado son una única institución corrupta que no actúa a favor de los intereses del pueblo: ambos deben ser radicalmente modificados.

Poco tiempo después de publicarse en América mi folleto titulado El sentido común, he visto que los posibles excesos de una revolución que afecte al sistema de gobierno, conducirán a una revolución del sistema religioso. La relación adúltera entre la Iglesia y el Estado, dondequiera ha tenido lugar, [...] ha prohibido de manera tan eficaz, mediante sanciones y castigos, cualquier discusión acerca de los principios de la religión, que, hasta que el sistema de gobierno no sea cambiado; estas cuestiones no podrán ser tratadas de manera leal y abierta ante el mundo, sin embargo, si esto llegara a suceder, debe generar una revolución en la organización de la religión. Se desenmascararían las invenciones humanas y el poder sacerdotal (Priestcraft) y el hombre regresaría a la creencia pura, sin mezcla, sin adulteración, en un solo Dios, y en nada más.

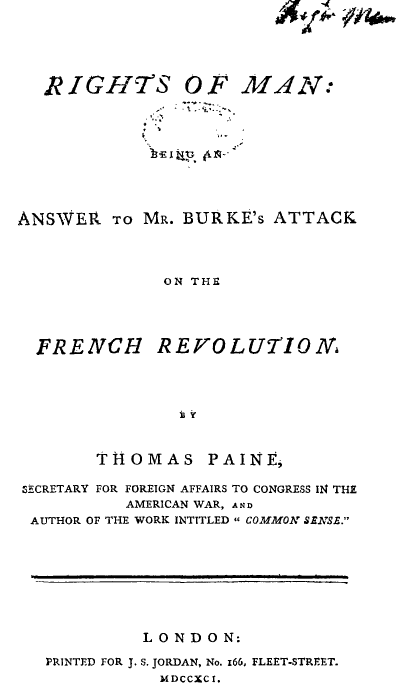
Página con el título Rights of Man (1792) Los derechos del hombre, de Thomas Paine.

Como ha escrito Jon Mee, un especialista en radicalismo británico: «Paine creía que una revolución en la religión era el corolario natural, incluso el prerrequisito, de una revolución política totalmente exitosa». Paine presenta una visión, en palabras de Davidson y Scheick, de «una era de libertad intelectual en que la razón triunfaría sobre la superstición, en que las libertades naturales de la humanidad reemplazarían el poder sacerdotal y la realeza, que eran efectos secundarios tanto de tontas leyendas gestionadas políticamente como de supersticiones religiosas». Esta es la visión que los especialistas han llamado «milenarismo laico» de Paine, que aparece en todas sus obras: él termina Los derechos del hombre, por ejemplo, con la declaración: «Desde lo que vemos ahora, ninguna reforma en el mundo político debe ser considerada poco probable. Es una edad de revoluciones, en la que todo se puede intentar». Paine «transformaba la visión protestante milenarista de la autoridad de Cristo sobre la Tierra en una imagen secular de la utopía», haciendo hincapié en las posibilidades de «progreso» y «perfectibilidad humana» que la humanidad podía alcanzar, sin la ayuda de Dios.

### Deuda intelectual de Paine
Aunque a Paine le gustaba decir que había leído muy poco, sus libros desmienten esta declaración. La edad de la razón tiene sus raíces intelectuales en la tradición de David Hume, Spinoza y Voltaire. Dado que Hume ya había realizado varios de los mismos «ataques morales contra el cristianismo» que Paine popularizó en su libro, los expertos han llegado a la conclusión de que, probablemente, Paine leyera las obras sobre religión de Hume o, al menos, hubiera oído hablar de ellas en el círculo de Joseph Johnson. Paine habría sido especialmente atraído por la descripción de Hume de la religión como «una positiva fuente del mal en la sociedad» que «conducía a los hombres a la división en facciones, a ser ambiciosos e intolerantes». De mayor influencia aún en Paine fue el Tratado teológico-político de Spinoza (1678). Paine habría recibido las ideas de Spinoza a través de las obras de otros deístas del siglo XVIII, entre ellos Conyers Middleton. A Paine muy probablemente le era familiar el ingenio burlesco de Voltaire y otras obras de "filósofos" deístas franceses.
Aunque estas grandes tradiciones filosóficas ejercen claras influencias en La edad de la razón, Paine tiene su mayor deuda intelectual con los deístas ingleses de principios del siglo XVIII, como Peter Annet. John Toland reivindicó el uso de la razón en la interpretación de las Escrituras, Matthew Tindal argumentó contra la revelación, Middleton describió la Biblia como una mitología y puso en tela de juicio la existencia de los milagros; Thomas Morgan había discutido las pretensiones del Antiguo Testamento, Thomas Woolston cuestionó la credibilidad de los milagros y Thomas Chubb argumentó que el cristianismo carecía de moralidad. Todos estos argumentos aparecen en el libro de Paine, aunque de manera menos coherente.

## El estilo
La característica más distintiva de La edad de la razón, al igual que todas las obras de Paine, es su estilo lingüístico. El historiador Eric Foner sostiene que las obras de Paine «forjan un nuevo lenguaje político» destinado a acercar la política al pueblo, utilizando «un estilo claro, sencillo y directo». Paine ha creado «una nueva visión, una imagen utópica de una sociedad igualitaria y republicana» y su lenguaje refleja estos ideales. Dio origen a expresiones como «derechos humanos», «la edad de la razón» y «los tiempos que ponen a prueba las almas de los hombres» (the times that try men's souls). Foner también sostiene que, en el libro de Paine, «el deísmo aportó un nuevo tono agresivo y explícitamente anti-cristiano». Lo hizo mediante el uso de un lenguaje «vulgar» (esto es, «bajo» o «popular»), un tono irreverente, incluso una retórica religiosa.
En una carta dirigida a Elihu Palmer, uno de sus más fieles seguidores en los Estados Unidos, Paine describe parte de su filosofía retórica:

La forma de escribir insinuante y amenazadora que fue utilizada antiguamente en asuntos de este tipo [religión] producía escepticismo, pero no convicción. Es necesario ser audaces. Con algunas personas puede razonarse para que comprendan; a otras hay que conmocionarlas para lo mismo. Di algo audaz que las haga titubear, y ellos comenzarán a pensar.

La retórica de Paine tenía un gran atractivo, su estilo incisivo era «capaz de construir puentes entre las culturas de la clase trabajadora y clase media» y convertirse en citas comunes. Parte de lo que hace que el estilo de Paine sea tan memorable es su uso efectivo de la repetición y las preguntas retóricas, además de la profusión de «anécdotas, ironía, parodia, sátira, confusión encubierta, temas populares, el vocabulario específico, y... las apelaciones al sentido común». El estilo coloquial de Paine arrastra al lector a entrar en el texto. Su uso del pronombre «nosotros» transmite la «ilusión de que él y los lectores comparten el trabajo de construir el argumento». A través de este énfasis en la presencia del lector y dejar las imágenes y los argumentos a la mitad, anima a sus lectores de Paine a completarlos de forma independiente.

### Lenguaje vulgar

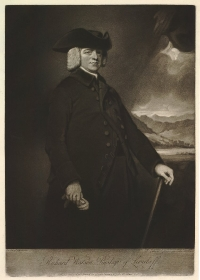
El obispo Richard Watson, quien respondió a Paine por su lenguaje vulgar.

El elemento más característico del estilo de Paine en La edad de la razón es su vulgaridad. En el siglo XVIII la «vulgaridad» se asociaba a las clases medias y bajas, y no con la obscenidad; así, cuando Paine celebra su estilo «vulgar» y sus críticos lo atacan, la controversia es sobre la accesibilidad, y no sobre blasfemias. Por ejemplo, Paine describe La Caída de la siguiente manera:

Los mitólogos cristianos, después de haber confinado a Satanás en un hoyo, se vieron obligados a dejarlo escapar para poder continuar la fábula. A continuación, es introducido en el Jardín del Edén, con forma de serpiente, y de ese modo entabla una conversación coloquial con Eva, quien no se sorprende al oír hablar a una serpiente, y el tema de esta charla es persuadirla a comer una manzana, y el comer esa manzana condena a toda la humanidad. Después de este triunfo de Satanás sobre toda la Creación, uno habría esperado que los mitólogos de la Iglesia habrían tenido la amabilidad de enviarlo de nuevo a una fosa, o, en caso de no hacerlo, que hubieran puesto una montaña sobre él (porque dicen que su fe puede mover montañas), o [que le pusieran a él] bajo una montaña, como habían hecho los mitólogos pasados, para evitar tenerlo de nuevo entre las mujeres y causar más daño. Pero en lugar de ello lo dejaron en libertad, sin ni siquiera obligarlo a dar su palabra de honor. El secreto de esto es que no podían hacer nada sin él, y después de haberse tomado la molestia de crearlo, le sobornaron para que permaneciera. Ellos le prometieron que serían suyos TODOS los Judíos, a TODOS los turcos de antemano, junto a nueve décimas partes del mundo y añadiendo a Mahoma en la oferta. Después de esto, ¿quién puede poner en duda el don de la mitología cristiana? Tras haber organizado una insurrección y una batalla en el cielo, en la que ninguno de los combatientes podría caer muerto o herido —pusieron a Satanás en el hoyo, le dejaron salir otra vez, le dieron el triunfo sobre toda la creación, condenaron a toda la humanidad por comer una manzana—, los mitologistas cristianos unieron los dos extremos de su fábula. Entonces, presentan a este virtuoso y amable hombre, Jesucristo, para que sea a la vez Dios y hombre, y también el Hijo de Dios, engendrado celestialmente, a fin de que se le sacrifique, porque dicen que Eva, en su deseo, había comido una manzana.

El tono irreverente que Paine combinó con ese estilo vulgar distinguió su obra de la de sus predecesores. Quitó el «deísmo de las manos de la aristocracia y de los intelectuales y se lo dio al pueblo».
La apelación retórica de Paine al «pueblo» atrajo casi tanta crítica como su ridiculización de la Biblia. El obispo Richard Watson, obligado a abordar a esta nueva audiencia en su influyente respuesta a Paine, An Apology for the Bible, escribe: «Yo, intencionadamente, escribo estas líneas y las siguientes en una forma popular, con la esperanza de que también ellas puedan tener la suerte de ser leídas cuidadosamente por esta clase de lectores, para quienes su trabajo parece particularmente calculado, y que son los más susceptibles de ser dañados por él.» Pero no solo era el estilo lo que interesaba a Watson y a otros, sino también el bajo precio del libro de Paine. En un juicio por sedición a principios de los años 1790, el fiscal general trató de prohibir a Thomas Cooper que publicase su respuesta a las Reflexiones sobre la revolución de Francia de Burke, argumentando que «aunque no hubiese que adoptar ninguna excepción con este panfleto estando en manos de las clases superiores, el gobierno, sin embargo, no permitiría que aparezca a un precio que asegurase su circulación entre el pueblo». Preocupaciones similares condujeron a la persecución de quienes imprimían, publicaban y distribuían La edad de la razón.

### Tono irreverente

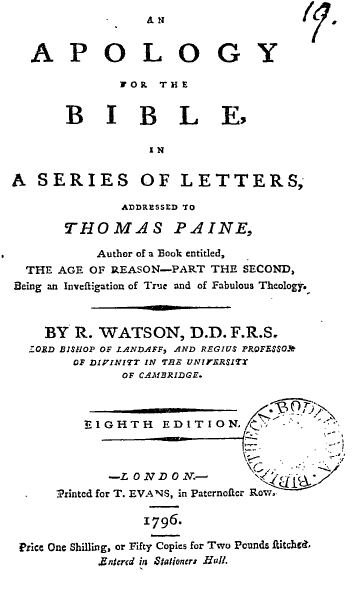
Título de la octava edición del libro del Obispo Richard Watson sobre Paine.

El estilo de Paine no solo era «vulgar», también era irreverente. Por ejemplo, Paine describe a Salomón como un libertino, que «fue ingenioso, pomposo, disoluto y, al final, melancólico», que «vivió rápido y murió, cansado del mundo, a la edad de cincuenta y ocho años». Si bien muchos deístas británicos anteriores habían utilizado un estilo ridiculizante para atacar a la Biblia y el cristianismo, la de ellos era una perspicacia refinada, en vez del nítido humor que Paine empleaba. Fueron los tempranos deístas mediocres, y no los de la élite educada, los que iniciaron el estilo ridiculizante que haría famoso a Paine.
Era ese tono «ridiculizante» de Paine el que más molestó a los miembros del clero. Como lo expresa John Redwood, un estudioso del deísmo: «La edad de la razón tal vez podría llamarse más elocuente y adecuadamente La edad del ridículo, porque era el ridículo, no la razón, el que ponía en peligro a la Iglesia» Significativamente, en su Apology, Watson amonesta directamente a Paine por su tono escarnecedor:

No deseo atribuir malos designios, deliberada maldad, a usted o a cualquier hombre. No puedo evitar pensar que usted piensa que tiene la verdad de su lado, y que está prestando un servicio a la humanidad esforzándose en erradicar lo que estima como superstición. Aquello de lo que le culpo es esto: que usted ha tratado de disminuir la autoridad de la Biblia por medio del ridículo, más que por la razón.

### Influencias religiosas
La educación cuáquera de Paine lo predispuso a un pensamiento deísta al mismo tiempo que a un posicionamiento firme dentro de la tradición religiosa de los disidentes ingleses. Paine reconoció que él estaba en deuda con su formación cuáquera por su escepticismo, pero la estima de los cuáqueros por la franqueza, un valor expresado tanto explícita como implícitamente en La edad de la razón, influyeron en su escritura incluso más. Como afirmó el historiador E. P. Thompson, «Paine ridiculizó la autoridad de la Biblia con argumentos que el minero o la campesina podían comprender». Su descripción de la historia de la concepción virginal desmitifica el lenguaje bíblico, y argumenta que María fue solo una infeliz mujer desafortunada: «es la historia de una joven prometida en matrimonio, y durante este compromiso, hablando en un lenguaje sencillo, es pervertida por un fantasma». Los relatos cuáqueros de conversiones también influyeron en el estilo del libro de Paine. Davidson y Scheick sostienen que su «declaración introductoria de propósito, ardiente sentido de inspiración interior, expresión declarada de conciencia, e intención evangélica de instruir a otros», recuerdan las confesiones personales de los cuáqueros estadounidenses.
Paine saca partido de mucha retórica religiosa aparte de la relacionada con el cuaquerismo en La edad de la razón. La más importante es el lenguaje milenarista que atraía a los lectores de clases más bajas. Afirmando que el verdadero lenguaje religioso es universal, Paine utiliza elementos de la tradición retórica cristiana para minar a las jerarquías religiosas que se perpetúan. La calidad de la escritura sermonal de Paine es uno de sus rasgos más reconocibles. Sacvan Bercovitch, una estudiosa del sermón, sostiene que los escritos de Paine a menudo se asemejan a las lamentaciones del "sermón político" o jeremiada. Sostiene que Paine se vale de la tradición puritana en la que «la teología está vinculada a la política y la política al progreso del reino de Dios». Una razón por la que el estilo de escritura de Paine era así, pudo haber sido porque durante algún tiempo fuese predicador metodista, aunque este hecho no se ha podido verificar.

## Recepción y legado

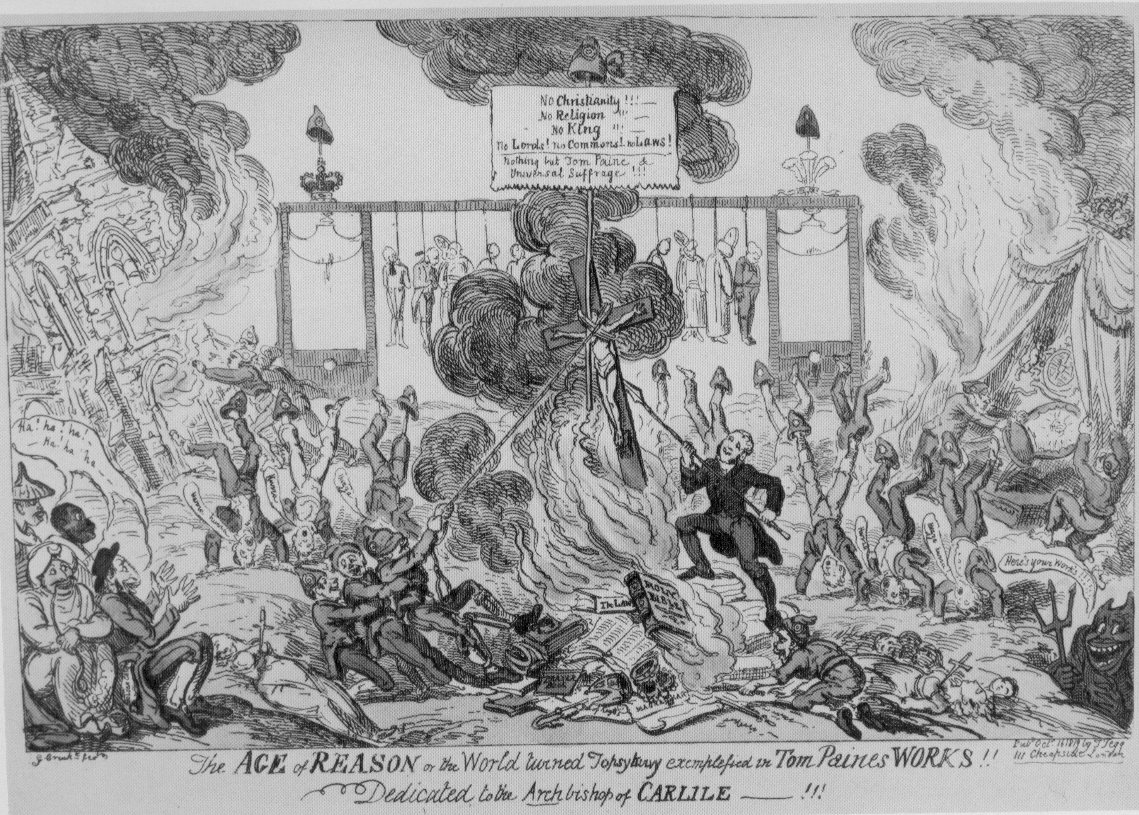
Ilustración de Isaac Cruikshank.

La edad de la razón provocó una reacción hostil de la mayoría de los lectores y críticos, aunque la intensidad de la hostilidad variaba en cada localidad. Hubo cuatro factores principales que provocaron esa animosidad: Paine negaba que la Biblia fuese un texto sagrado e inspirado por Dios; sostenía que el cristianismo era una invención humana; su capacidad de dirigir a un gran número de lectores asustaba a los poderosos; y su manera irreverente y satírica escribir sobre el cristianismo y la Biblia ofendía a muchos creyentes.

### Gran Bretaña
La edad de la razón de Paine encendió la ira de los británicos lo suficiente como para no solo iniciar una serie de acciones judiciales de parte del gobierno, sino también una guerra de panfletos. Alrededor de cincuenta respuestas desfavorables aparecieron ya entre 1795 y 1799 y todavía en 1812 se publicaban refutaciones. Muchas de ellas respondían específicamente al ataque de Paine a la Biblia en la Parte II (cuando Thomas Williams fue procesado por imprimir la Parte II, resultó evidente que su circulación había superado con creces la de la Parte I). Aunque los críticos respondían al análisis de Paine de la Biblia, normalmente no abordaban sus argumentos concretos. En lugar de ello, abogaban por una lectura literal de la Biblia, citando la larga historia de la Biblia como prueba de su autoridad. También publicaban ataques ad hominem contra Paine, describiéndole «como un enemigo del buen pensamiento y de la moralidad de la gente decente e ilustrada». Disidentes como Joseph Priestley, que habían hecho suyos los argumentos de los Derechos del Hombre, se alejaban de los presentados en la obra de Paine. Incluso la revista liberal Analytical Review se mostró escéptica frente a las aseveraciones de Paine y se distanció del libro. El deísmo de Paine era simplemente demasiado radical para estos reformistas más moderados, que temían «mancharse» con la brocha del extremismo.

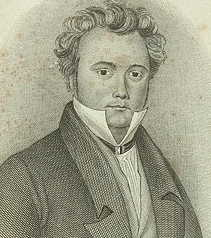
Richard Carlile.

A pesar del aluvión de respuestas antagónicas al libro de Paine, algunos estudiosos han sostenido que la obra deísta de Constantin Volney Las ruinas (The ruins) (aparecieron traducciones de extractos del original francés en la prensa radical, como en los periódicos Pig's Meat de Thomas Spence y Politics for the people de Daniel Isaac Eaton) fue en realidad más influyente que La edad de la razón. Según David Bindman, The Ruins «en Inglaterra alcanzó una popularidad comparable a los propios Derechos del Hombre». Sin embargo, un ministro se quejó de que «la corrupción provocada por la propagación de una tan perniciosa publicación [La Edad de la Razón] era infinitamente superior a la que pudieran generar el sufragio limitado y de los parlamentos septeniales» (otras causas populares de reforma).
No fue sino hasta el juicio en 1818 de Richard Carlile por publicar el texto de Paine cuando este se convirtió en «la anti-Biblia de todos los agitadores infieles de clase baja del siglo XIX». Aunque el libro se había estado vendiendo bien antes del juicio, una vez Carlile fue detenido y acusado, 4000 copias se vendieron en pocos meses. En el juicio propiamente dicho, que enloqueció a los medios de comunicación, Carlile leyó la totalidad de la obra de Paine en el expediente judicial, asegurando así una difusión todavía mayor. Entre 1818 y 1822, Carlile dijo haber «puesto en circulación cerca de 20 000 ejemplares de La edad de la razón». Al igual que en los años 1790, era el idioma lo que más irritaba a las autoridades en 1818. Como señala Joss Marsh en su estudio de la blasfemia en el siglo XIX, «en estos juicios, se reconfiguró el inglés llano como algo 'abusivo' y 'escandaloso' de sí mismo. La lucha de La edad de la razón casi marcó la hora en la que las palabras 'llano', 'basto', 'común' y 'vulgar' adquirieron un sentido peyorativo.» Carlile fue juzgado culpable de blasfemia y condenado a un año de prisión, pero en vez de eso pasó seis años en ella, porque se negó a las «condiciones legales» en relación con su liberación.
La nueva retórica de Paine vino a dominar el periodismo radical popular decimonónico, en particular el de los librepensadores, los cartistas y owenistas. Su legado se puede ver en el periódico radical The Black Dwarf [«El enano negro»] de Thomas Wooler, numerosos periódicos y revistas de Richard Carlile, las obras radicales de William Cobbett, las revistas de Henry Hetherington The Penny Papers y The Poor Man's Guardian, las obras del cartista William Lovett, los periódicos y libros sobre el owenismo de George Holyoake y el New Reformer de Charles Bradlaugh. Un siglo después de la publicación de La edad de la razón, todavía se empleaba la retórica de Paine: la Bible Handbook (Manual de la Biblia de George Foote (1888) «...sistemáticamente maneja los capítulos y sus versículos para extraer 'contradicciones', 'absurdos', 'atrocidades' y 'obscenidades' exactamente al estilo de La edad de la razón de Paine». El periódico The Freethinker (fundado en 1881) sostenía, como Paine, que los «absurdos de la fe» podían ser «asesinados con la risa». En Gran Bretaña, esta tradición de librepensamiento fue la que continuó el legado de Paine.
Ya en el siglo XX, el filósofo inglés Bertrand Russell escribió sobre la obra:

Dicho libro escandalizó a sus contemporáneos, incluso a muchos que estaban de acuerdo con su política. En la actualidad, aparte de algunos pasajes de mal gusto, en él hay poca cosa que no apoye la mayoría de los sacerdotes de esta época (...) Se ha olvidado aún más completamente que los hombres como Paine son los que consiguieron, haciendo frente a la persecución, la moderación del dogma de que ahora disfrutamos.

### Francia
A pesar de haberse escrito para los franceses, La edad de la razón tuvo muy poco impacto, si es que tuvo alguno, en la Francia revolucionaria. Paine escribió que «el pueblo de Francia estaba yendo de cabeza hacia el ateísmo y yo había traducido la obra a su lengua para detenerles en esa carrera y adherirles al primer artículo de fe (...) de todo ser humano que tenga alguna fe en absoluto: creo en Dios» (cursiva de Paine). Los argumentos de Paine ya eran comunes y accesibles en Francia; en cierto sentido, ya habían sido rechazados.
Estando aún en Francia, Paine formó la Iglesia de la Teofilantropía con otras cinco familias; esta religión civil sostenía como dogma central que el hombre debía adorar la sabiduría y benevolencia de Dios e imitar en lo posible dichos atributos divinos. La iglesia carecía de sacerdotes y ministros y el sermón bíblico tradicional era sustituido por lecturas científicas u homilías sobre las enseñanzas de los filósofos. Celebraba cuatro festividades, en honor de san Vicente de Paúl, George Washington, Sócrates y Rousseau. Samuel Adams articuló los objetivos de esta iglesia al escribir que Paine tenía por mira «renovar la época inculcando en las mentes jóvenes el temor y amor de la deidad y la filantropía universal». La iglesia, sin embargo, cerró en 1801, cuando Napoleón firmó un concordato con la Santa Sede.

### Estados Unidos

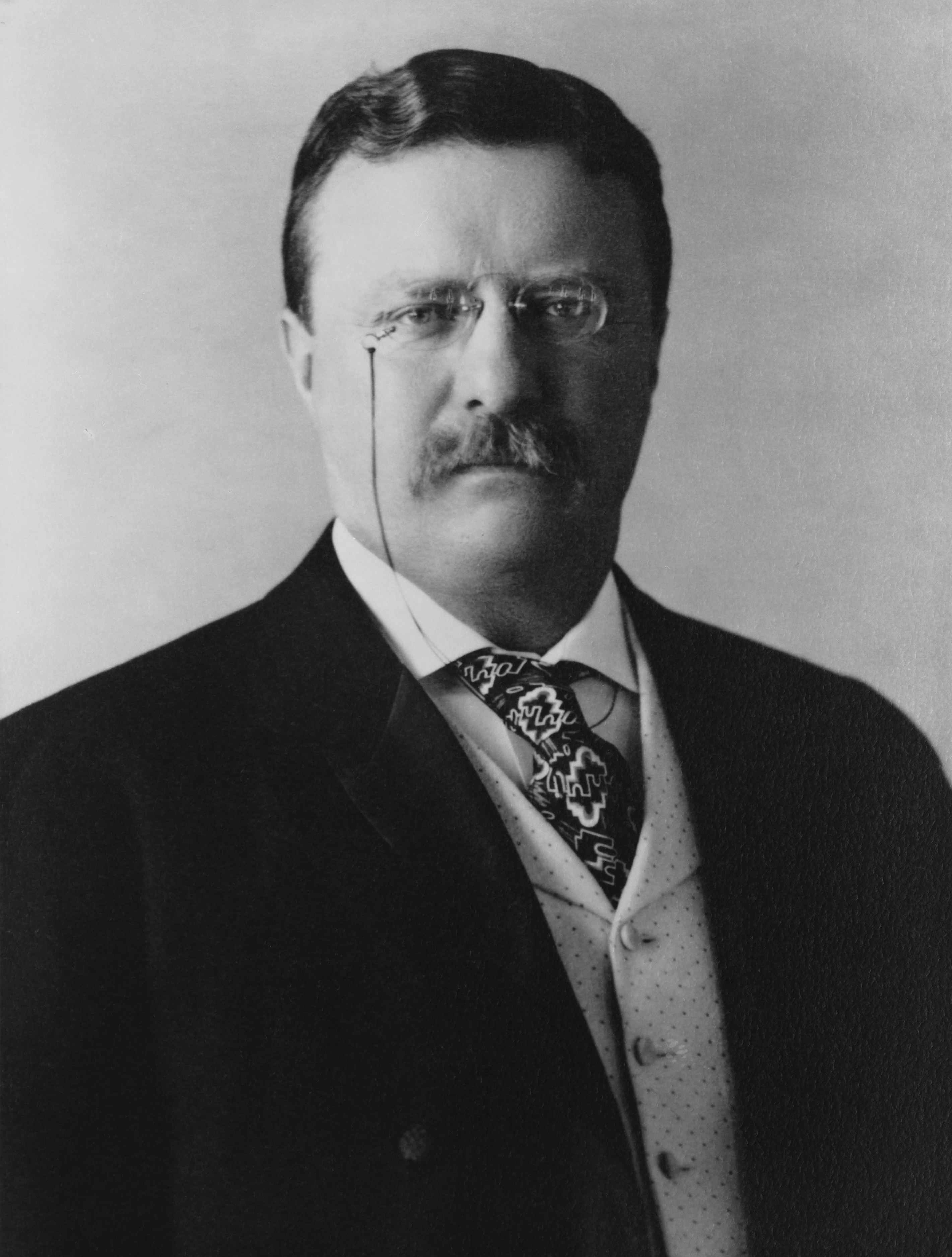
Theodore Roosevelt, el presidente de los Estados Unidos que describió a Paine como un sucio ateo.

En los Estados Unidos, La edad de la razón inicialmente dio origen a una especie de «renacimiento» deísta, pero el libro luego fue brutalmente atacado y no tardó en ser olvidado. Paine llegó a ser injuriado de tal modo que, más de cien años después, alguien como Theodore Roosevelt todavía podía vilipendiarle como un «sucio ateo».
A finales del siglo XVIII, América estaba madura para los argumentos de Paine. El Primer Gran Despertar, al demoler la «hegemonía calvinista, había creado un clima de ambivalencia teológica y especulativa» que dio la bienvenida al deísmo. Ethan Allen publicó The Oracles of Reason (Los oráculos de la razón) (1784), el primer libro estadounidense en defensa del deísmo, pero éste siguió siendo ante todo una filosofía de la élite educada. Hombres como Benjamin Franklin y Thomas Jefferson adoptaron sus principios, a la vez que argumentaban que la religión servía para el propósito útil del «control social». No fue sino hasta la publicación de la obra de Paine, más entretenida y popular, cuando el deísmo alcanzó a las clases  medias y bajas americanas. El público fue receptivo, en parte, porque aprobaba los ideales seculares de la Revolución francesa. La edad de la razón mereció diecisiete ediciones y vendió miles de copias en los Estados Unidos. Elihu Palmer, «un ministro renegado ciego», y el más leal seguidor de Paine en América, promovió esa nueva forma de pensamiento religioso por todo el país. Palmer publicó la obra que se convertiría en «la biblia del deísmo americano», Los principios de la naturaleza, estableció sociedades deístas desde el estado de Maine hasta el de Georgia, construyó "Templos de la Razón" por todo el país, y fundó dos periódicos deístas para los que finalmente Paine escribió diecisiete ensayos. Foner escribe que «La edad de la razón se convirtió en el libro deísta más popular jamás escrito... Antes de Paine, había sido posible ser a la vez cristiano y deísta; ahora, tal perspectiva religiosa se había vuelto prácticamente insostenible». Paine presentó a las masas el deísmo y, al igual que en Gran Bretaña, las élites educadas temieron las consecuencias que podría tener ese material en manos de tantas personas. Su temor contribuyó a impulsar una reacción que no se hizo esperar.
Casi inmediatamente después de este surgimiento deísta, comenzó el Segundo Gran Despertar. George Spater explica que «la repulsa que se sentía hacia La edad de la razón de Paine y hacia otras muestras de pensamiento antirreligioso, era tan grande que una gran contrarrevolución se había puesto en marcha en América antes de terminar el siglo XVIII». Para 1796, todos los estudiantes de Harvard recibían una copia de la refutación del obispo Watson del libro de Paine. En 1815, Parson Weems, uno de los primeros novelistas y moralistas de América, publicó La venganza de Dios contra el adulterio (God's revenge against adultery), donde uno de los principales protagonistas «debía su temprana caída a la lectura de La edad de la razón, de Paine». El texto «libertino» de Paine condujo al joven a «audaces calumnias contra la Biblia», incluso hasta el punto de que «tiró a un lado la vieja Biblia familiar de su padre y, como guía segura hacia los placeres, tomó ¡LA EDAD DE LA RAZÓN!»
Paine no pudo publicar la tercera parte del libro en Estados Unidos hasta 1807, debido a la profunda antipatía que había despertado. Aclamado solo unos pocos años antes como héroe de la Revolución Americana, Paine ahora era vapuleado por la prensa y se le llamaba «el carroñero de su facción», «pícaro gallina y sínico [sic]» (lilly-livered sinical [sic] rogue), un «repugnante reptil», una «archibestia semihumana», «un objeto de disgusto, de horror, de aborrecimiento absoluto para todo hombre decente, salvo el Presidente de los Estados Unidos Thomas Jefferson». En octubre de 1805, John Adams escribió a su amigo Benjamin Waterhouse, un médico y científico:

Admito que usted deba llamar a ésta la Edad de la Frivolidad como lo hace, y no tendría objeciones si usted la hubiese llamado la Edad de la Locura, el Vicio, el Frenesí, la Brutalidad, los Demonios, Buonaparte [sic], Tom Paine, o la Edad del Sellado del Pozo Sin Fondo, o cualquier cosa menos La Edad de la Razón. No sé si algún hombre en el mundo ha tenido más influencia sobre sus habitantes o sus asuntos en los últimos treinta años que Tom Paine. No puede haber sátira más severa de la edad. Por tal chucho entre cerdo y cachorro, engendrado por un jabalí salvaje en una loba perra, nunca antes en ninguna edad del mundo se ha sufrido la poltronería de la humanidad pasando a través de semejante carrera de malicia. Llámela entonces La Edad de Paine.

Adams veía La edad de la razón de Thomas Paine no como la encarnación de la Ilustración, sino como una «traición» contra ella. A pesar de todos estos ataques, Paine nunca vaciló en su creencia. Cuando se estaba muriendo, una mujer vino a visitarle, afirmando que Dios le había dado instrucciones para salvar su alma. Paine la desdeñó en el mismo tono que había utilizado en su libro: 

¡Quite, quite!, eso no es cierto. Usted no fue enviada con este tipo de mensaje impertinente.... Bah, Él no habría enviado a una tonta y fea vieja como usted con Su mensaje.

La Edad de la Razón fue ignorado en gran medida después de 1820, excepto por algunos grupos radicales en Gran Bretaña y de librepensadores en América, entre ellos Robert G. Ingersoll y el abolicionista Moncure Daniel Conway, que editó sus obras y escribió la primera biografía de Paine, reseñada favorablemente por The New York Times. No fue hasta la publicación por parte de Charles Darwin de El Origen de las Especies en 1859, y el abandono a gran escala de la lectura literal de la Biblia que causó en Gran Bretaña, cuando muchas de las ideas de Paine pudieron afianzarse. Sin embargo, el texto de Paine sigue siendo publicado hoy, una de las pocas obras religiosas del siglo XVIII que se hallan todavía disponibles. Su mensaje resuena todavía, como evidencia la afirmación de Christopher Hitchens de que «si los derechos del hombre han de sostenerse en un tiempo oscuro, necesitaremos una edad de la razón». Su libro de 2006 sobre Los derechos del hombre termina con la afirmación de que «en un momento... en que tanto los derechos como la razón son el blanco de ataques abiertos y encubiertos de varios tipos, la vida y los escritos de Thomas Paine siempre serán parte del arsenal del que necesitaremos depender». El estilo retórico único de Paine también sigue vivo en la cultura americana; se encarna, por ejemplo, en la persona y las películas de Michael Moore, que ha sido llamado «el  nuevo Thomas Paine».

### Inglés
- Bindman, David. «"My own mind is my own church": Blake, Paine and the French Revolution.» Reflections of Revolution: Images of Romanticism. Ed. Alison Yarrington and Kelvin Everest. Londres: Routledge, 1993. ISBN 0-415-07741-9.
- Claeys, Gregory. Thomas Paine: Social and political thought. Boston: Unwin Hyman, 1989.
- Clark, Harry Hayden. «Thomas Paine’s Theories of Rhetoric.» Transactions of the Wisconsin Academy of Sciences, Arts, and Letters 28 (1933): 307-39.
- Davidson, Edward H. y William J. Scheick. Paine, Scripture, and Authority: The Age of Reason as Religious and Political Idea. Bethlehem: Lehigh University Press, 1994. ISBN 0-934223-29-7.
- Dyck, Ian, ed. Citizen of the World: Essays on Thomas Paine. Nueva York: St. Martin’s Press, 1988. ISBN 0-312-01300-0.
- Foner, Eric. Tom Paine and Revolutionary America.  Londres: Oxford University Press, 1976. ISBN 0-19-502182-7.
- Fruchtman, Jr., Jack. Thomas Paine and the Religion of Nature. Baltimore: Johns Hopkins University Press, 1993. ISBN 0-8018-4571-8.
- Gimbel, Richard. "The First Appearance of Thomas Paine’s The Age of Reason." Yale University Library Gazette 31 (1957): 87-89.
- Harrison, J.F.C. «Thomas Paine and Millenarian Radicalism.» Citizen of the World: Essays on Thomas Paine. Ed. Ian Dyck. Nueva York: St. Martin’s Press, 1988. ISBN 0-312-01300-0.
- Hawke, David Freeman. Paine. Nueva York: Harper & Row, 1974. ISBN 0-06-011784-2.
- Herrick, James A. The Radical Rhetoric of the English Deists: The Discourse of Skepticism, 1680-1750. Columbia: University of South Carolina Press, 1997. ISBN 1-57003-166-5.
- Hole, Robert. Pulpits, politics and public order in England, 1760-1832. Cambridge: Cambridge University Press, 1989. ISBN 0-521-36486-8.
- Marsh, Joss. Word Crimes: Blasphemy, Culture, and Literature in Nineteenth-Century England. Chicago: University of Chicago Press, 1998. ISBN 0-226-50691-6.
- Mee, Jon. Dangerous Enthusiasms: William Blake and the Culture of Radicalism in the 1790s. Oxford: Clarendon Press, 1992. ISBN 0-19-812226-8.
- Redwood, John. Reason, Ridicule and Religion: The Age of Enlightenment in England, 1660- 1750. Londres: Thames and Hudson, 1976. ISBN 0-674-74953-7.
- Robbins, Caroline. «The Lifelong Education of Thomas Paine (1737-1809): Some Reflections upon His Acquaintance among Books.» Proceedings of the American Philosophical Society 127.3 (1983): 135-42.
- Royle, Edward, ed. The Infidel Tradition from Paine to Bradlaugh. Londres: Macmillan Press Ltd., 1976. ISBN 0-333-17434-8.
- Samuels, Shirley. «Infidelity and Contagion: The Rhetoric of Revolution.» Early American Literature 22 (1987): 183-191.
- Smith, Olivia. The Politics of Language, 1791-1819. Oxford: Clarendon Press, 1984. ISBN 0-19-812817-7.
- Smylie, James H. «Clerical Perspectives on Deism: Paine's The Age of Reason in Virginia.» Eighteenth-Century Studies 6.2 (1972-3): 203-220.
- Spater, George. «Introduction.» Citizen of the World: Essays on Thomas Paine. Ed. Ian Dyck. Nueva York: St. Martin’s Press, 1988. ISBN 0-312-01300-0.
- Thompson, E.P. The Making of the English Working Class. Nueva York: Vintage Books, 1966. ISBN 0-394-70322-7.
- Walters, Kerry S. Rational Infidels: The American Deists. Durango, CO: Longwood Academic, 1992. ISBN 0-89341-641-X.
- Watson, Richard. An Apology for the Bible, in a Series of Letters, addressed to Thomas Paine. Philadelphia: James Carey, 1979.
- Wiener, Joel H. «Collaborators of a Sort: Thomas Paine and Richard Carlile.» Citizen of the World: Essays on Thomas Paine. Ed. Ian Dyck. Nueva York: St. Martin's Press, 1988. ISBN 0-312-01300-0.
- Wilson, David A. Paine and Cobbett: The Translatlantic Connection. Kingston y Montreal: McGill–Queen's University Press, 1988. ISBN 0-7735-1013-3.
- Woll, Walter. Thomas Paine: Motives for Rebellion. Frankfurt del Meno: Peter Lang, 1992. ISBN 3-631-44800-7.

### En francés
- Caron, Nathalie. Thomas Paine contre l'imposture des prêtres. Paris : L'Harmattan, 1999. ISBN 2-7384-7193-5.

## Algunas reimpresiones modernas
- Paine, Thomas. The Age of Reason. Ed. Philip S. Foner. New York: Citadel Press, 1974. ISBN 0-8065-0549-4.
- Paine, Thomas. Thomas Paine: Collected Writings. Ed. Eric Foner. Library of America, 1995. ISBN 1-883011-03-5.
- Paine, Thomas. The Life and Major Writings of Thomas Paine. Ed. Philip S. Foner. Replica Books, 2000. ISBN 0-7351-0077-2.
- Paine, Thomas. The Thomas Paine Reader. Eds. Michael Foot and Isaac Kramnick. New York: Penguin Books, 1987.  ISBN 0-14-044496-3.

Traducciones al español
- Paine, Thomas, La edad de la razón. Una investigación sobre la verdadera y fabulosa teología, prólogo y notas de Horacio Cerutti Guldberg, traducción de Bertha Ruiz de la Concha, México, Dirección General de Publicaciones del Conaculta, 1990, 1a. reimpresión, 2003, 176 pp., ISBN 970-35-0392-6.